# تشراغ آباد (مقاطعة دهغلان)
تشراغ‌آباد (بالفارسية: چراغ‌آباد) هي قرية تقع في Bolbanabad District في إيران. يقدر عدد سكانها بـ 439 نسمة .